# Orleans, Iowa
Orleans là một thành phố thuộc quận Dickinson, tiểu bang Iowa, Hoa Kỳ. Năm 2010, dân số của thành phố này là 608 người.

## Dân số
Dân số qua các năm:
- Năm 2000: 583 người.
- Năm 2010: 608 người.